# Galium buschiorum
Galium buschiorum là một loài thực vật có hoa trong họ Thiến thảo. Loài này được Mikheev mô tả khoa học đầu tiên năm 1993.